# Любинка (приток Тверцы)
Любинка — река в Тверской области России.
Протекает по территории Спировского и Вышневолоцкого районов в северо-западном направлении. Исток находится у деревни Калягино, впадает в реку Тверцу в 154 км от её устья по левому берегу. Длина реки составляет 11 км.
Вдоль течения реки расположены населённые пункты Пеньковского сельского поселения — посёлок Любинка, деревни Калягино и Красноармеец.

## Данные водного реестра
По данным государственного водного реестра России относится к Верхневолжскому бассейновому округу, водохозяйственный участок реки — Тверца от истока (Вышневолоцкий гидроузел) до города Тверь, речной подбассейн реки — Волга до Рыбинского водохранилища. Речной бассейн реки — (Верхняя) Волга до Куйбышевского водохранилища (без бассейна Оки).
Код объекта в государственном водном реестре — 08010100512110000001997.